# 峨眉山雷音寺
雷音寺位於四川省樂山市峨眉山市，文物遺址年代判定為清。2012年7月16日公佈為第八批四川省文物保護單位。
雷音寺位於四川省樂山市峨眉山市黃灣鄉大峨村9組，峨眉山風景區玉女峰下的解脫坡上，坐西南向東北。明嘉靖年間無瑕禪師住錫于此，更名雷音寺。清初曾一度改名解脫庵，為時不久，仍名雷音寺。清光緒三年（1877）重修。1953年維修。1990年新建觀音殿。占地面積1800平方公尺，建築面積1300平方公尺。整體建築為木結構，復四合院組合，依地勢沿中軸線逐級升高，強調傳統的對稱佈局。中軸線上依次佈置了彌勒殿、大雄寶殿、觀音殿，兩側為廂房、五觀堂等建築。1986年，雷音寺被樂山市人民政府公佈為市級文物保護單位。